# Василий Поярков
Василий Данилович Поярков (на руски: Васи́лий Дани́лович Поярков) е руски пътешественик-изследовател от XVII век.

## Произход и ранни години (неизв. – 1643)
Мястото и датата на раждането му не са известни. Служи като началник на писарите в администрацията на войводата Пьотър Головин в Якутск. През 1643 г. се заинтересува от слуховете за река Амур и гъсто заселените Приамурски земи, богати на жито, кожи и скъпоценни метали, и с разрешение на якутския войвода организира експедиция, която включва 133 души.

## Изследователска дейност (1643 – 1646)
На 15 юли 1643 г. тръгва от Якутск нагоре по реките Алдан, Учур (812 км) и Гонам (686 км). Плаването по Гонам е възможно само на 200 км от устието ѝ, защото по-нагоре започват прагове и бързеи. Хората на Поярков се налага да пренасят лодките и оборудването на гръб покрай праговете, които са повече от 40. Есента, когато реката замръзва, отрядът все още не е достигнал до вододела между Лена и Амур. Поярков оставя част от хората и лодките за зимуване в горното течение на Гонам, а сам с отряд от 90 души с шейни и ски пресича вододела и излиза в горното течение на река Брянта (десен приток на Зея) на 128° и.д. 10 дни се спуска по леда по нея и по река Зея (открита от него) до устието на левия ѝ приток река Умлекен, където построява зимовище. В средата на зимата брашното е на привършване, а до размразяването на реките, по които ще дойдат оставените хора от другата страна на планината и ще донесат хранителни припаси, има още много време. Започналият глад, болестите и схватките с местните даурски племена силно намаляват отряда и когато на 24 май 1644 г. пристига групата с хранителните припаси са загинали близо 50 души.
След като получава подкрепления от нови 40 души, продоволствия и боеприпаси, Поярков продължава плаването надолу по Зея и през юни достига до Амур, където по предварително получените инструкции построява острог (форт, укрепено селище). По план е трябвало да се придвижва нагоре по Амур за проверка за находища на сребърна руда, но поради силно намалелия състав на отряда (в ново сражение с даурите загиват още 20 души) 50 души Поярков решава да продължи надолу по реката. Отрядът се спуска по Амур на около 2000 км, окрива устията на Сунгари и Усури и през септември се добира до устието на Амур, където провежда второ зимуване. В съседство със зимовището на казаците се намира село на племето гиляки, от които купуват риба и дърва и събират някои сведения за остров Сахалин, богат на ценни животински кожи и където живеят айни.
В края на май 1645 г., след като устието на Амур се освобождава от ледовете, отрядът навлиза в Амурския лиман и завива на север. Проследява югозападния бряг на Охотско море, като открива залива Академия и един от Шантарските о-ви и в началото на септември достига до устието на река Уля (58°50′ с. ш. 141°50′ и. д. / 58.833333° с. ш. 141.833333° и. д.)), където провежда трето зимуване.
През ранната пролет на 1646 г. отрядът се изкачва по замръзналата Уля с шейни, достига река Мая и по Алдан и Лена на 22 юни се добира до Якутск.
По време на тригодишния си поход Поярков изминава около 8 хил. км, като загубва голяма част от отряда си (от глад умират 80 души от 133). Открива т.нар. „алдански път“, средното и долно течение на Амур и събира сведения за народите населяващи тези райони. Към своя подробен доклад прилага и първи чертежи и описания на Алдан, Зея и Амур.

## Памет
Неговото име носи селище от градски тип Поярково (49°38′ с. ш. 128°39′ и. д. / 49.633333° с. ш. 128.65° и. д.), в Амурска област, Русия.